# 劉濞
劉濞（前216年—前154年），沛郡丰邑（今徐州丰县）人，漢高帝劉邦之侄，劉邦兄長劉喜之長子。因为参与平定英布叛乱有功，被劉邦封為吳王，在位42年。漢景帝時，發動七國之亂謀反，兵敗后被东瓯国人杀死。

## 生平
劉濞是劉喜的兒子，劉喜是劉邦的二哥，原封代王，後因匈奴進攻代國，劉喜不能堅守，放棄代國，自己從小路臨陣脫逃，但因為劉喜是骨肉至親，劉邦不忍心處死兄長，僅僅废为郃陽侯。劉濞為人極為剽悍勇猛而有野心，性格與父親劉喜迥異，反而與叔父劉邦相似。

### 从平英布
淮南王英布造反時，21岁的劉濞以騎兵將領的身分，隨叔父劉邦破英布，從軍有功，漢高祖又顧及吳郡接壤东瓯国、闽越等國，民眾輕佻剽悍，乃需選壯王鎮之。漢高帝十二年丙午（前195年），刘邦惧怕江东舊楚地人士不服漢朝，故封劉濞為吳王，定都沛縣（今江蘇沛縣）。荊王劉賈被英布所殺，高祖又把荊國舊土改為吳國，統轄東南三郡五十三城。據說刘濞擔憂江南情勢，故而不敢以荆国旧都——吴县（今江蘇苏州）为其国都，定國都于广陵（江蘇省扬州市）。

### 受封吴王
據說劉邦能觀面相，在封王時，觀察出吳王濞有反相，說：「你的臉有造反之相。」劉邦心生悔意，但是已经把印章給他了，就撫著劉濞的背說：「漢建國後五十年，東南方面將有叛亂，難道是你吗？天下同姓都是一家人，希望你千萬不要造反。」劉濞叩頭回答：「不敢。」而刘濞稱王之後，朝廷追封其父劉喜為王，諡號「頃」。

吴国豫章郡有出产铜的矿山，刘濞就招募天下的亡命之徒来此偷偷铸钱，并且在东边煮海水，製造食塩。因为不用纳税，吴国变得非常富有。刘濞在國內徵兵服兵役时，还给士兵相當好的薪水。每年，刘濞时常去拜訪、慰问國內有才能的人，在乡里赏赐他们。其他郡国官吏想要追捕逃犯，刘濞总是收容他们，而不願引渡。

### 文帝时期
汉文帝元年（公元前179年），刘濞东开邗沟，凿通了茱萸湾（今扬州市湾头镇）向东经海陵仓（今泰州市海陵区）到蟠溪（今南通市如皋东陈家湾）的运河。
漢文帝時，劉濞的兒子吳國太子刘贤在京城長安與皇太子劉啟玩六博時發生爭執，劉啟怒以棋盤擊打其头部，导致腦漿迸裂而死。漢文帝刘恒敕命將吳太子遗體護送回國安葬，到了吳國，劉濞大怒，說道：「天下都是劉家的，死在長安就埋在長安，何必回吳國埋葬！」遂又把遗體送回長安埋葬，以示對朝廷的不滿。
劉濞基於復仇與圖利的心理，在封國內大量鑄錢、煮鹽，並且犒賞部隊、招納工商和「任俠奸人」，以擴張割據勢力，其他郡國司法官要來吳國逮捕罪犯，劉濞都公然拒絕，儼然不臣之藩。這種情形延續多年，但是漢文帝自覺太子誤殺吳王太子，朝廷理虧在先，遂不甚追究，释放了那些被抓的吴国使者，让他们回到吴国。并且赐予吴王倚几与手杖，准许他可以不来朝见天子。

### 七国之乱
前157年六月，汉文帝驾崩，太子刘启登基，是為漢景帝，採纳御史大夫晁錯建議，削奪王國封地，楚王刘戊、胶西王刘卬等先后被削地。劉濞也担心自己被削地，再加上与景帝有杀子之仇，因此想借机发难举事。謀劃了「清君側」的策略，以誅晁錯為名，聯合楚國、趙國等叛亂。
景帝前元三年（前154年）正月丁亥，刘濞帶領七國諸侯之軍公開叛亂，史稱七國之亂。漢景帝雖然將晁錯腰斬于东市，想要與諸侯們和談，但是仍未能平息七國之亂與劉濞篡位的野心。最後，漢朝派遣周勃之子太尉周亞夫為帥，將之擊敗。劉濞兵敗后投奔東甌國，漢廷派密使遊說東甌王殺劉濞以贖窩藏之罪，於是東甌王之弟「夷乌將軍」乘勞軍之際殺了劉濞，將功折罪。

## 后续
七国之乱平息后，朝廷保留了楚国，以楚元王子平陆侯刘礼为楚王，是为楚文王。但却不许刘濞之弟德侯刘广为吴王以承刘喜之祀，于是封國廢除，吳國至此滅亡。劉濞的儿子刘子驹逃到闽越，因为怨恨东瓯杀死其父，常劝闽越攻打东瓯，闽越终于在建元三年（前138年）出兵，最后迫使东瓯内附汉朝，东瓯灭亡。

## 家庭
祖父：太上皇刘太公
祖母：昭灵夫人刘媪
父亲：郃阳侯刘喜（追贈吳頃王）
兄弟：德侯刘广
子女：劉賢、刘子华、刘子驹

## 延伸阅读
[在维基数据编辑]
 《史記/卷106》，出自司馬遷《史記》
 《漢書·卷035》，出自班固《漢書》